# Il grande re
Il grande re (Der große König) è un film del 1942 diretto da Veit Harlan.
Film di propaganda dedicato alla figura di Federico il Grande, fu commissionato da Joseph Goebbels. Proponendo la figura del re prussiano che, nel corso di pochi anni, portò il suo piccolo regno a diventare una delle principali potenze europee, Goebbels si prefiggeva di sostenere psicologicamente la popolazione della Germania in guerra.
La cinematografia tedesca, nel primo dopoguerra, aveva cominciato a produrre numerose pellicole dedicate alla figura di Federico, pellicole che passarono sotto la dizione "Fridericus-Rex-Filme", gran parte delle quali aveva come protagonista l'attore Otto Gebühr.
Der große König, ultima interpretazione di Gebühr nei panni del re prussiano, vinse nel 1942 la Coppa Mussolini al Festival di Venezia come miglior film straniero.

## Trama
Guerra dei sette anni. Nel 1759, dopo la sconfitta di Kunersdorf, la Prussia sembra sull'orlo della capitolazione: metà dell'esercito è stato distrutto e tutti i consiglieri di Federico cercano di spingere il re alla resa. Federico affida allora il comando dell'esercito al fratello.
Accusato di frivolezza e di manie di grandezza, il re non demorde: non abbandona la sua politica aggressiva e allontana da sé i consiglieri, progettando di cambiare l'assetto politico dell'Europa attraverso la guerra.
Uno dei soldati sopravvissuti, il sergente Treskow si innamora della figlia di un mugnaio, Luise, una giovane che si prende cura dei feriti. I due innamorati decidono di sposarsi.
Il re, ricostituito un nuovo esercito, marcia contro gli austriaci. Lo scontro avviene il 3 novembre 1760 alle porte di Torgau e, questa volta, ai prussiani arride la vittoria. Treskow viene gravemente colpito morendo tra le braccia del suo Führer.

## Produzione
Il film fu prodotto dalla Tobis Filmkunst. Venne girato in Germania, nel Brandeburgo, a (Döberitz e Jüterbog), e in Boemia, a Praga e al castello di Troja. Le riprese durarono dal 24 settembre 1940 al febbraio 1942.

### Cast
- Otto Gebühr (1877-1954), attore teatrale e cinematografico, a causa della sua notevole somiglianza con il re di Prussia, diventò popolarissimo rivestendo a ripetizione i panni di Federico II in una dozzina di pellicole dal 1920 al 1942. Per questo film, a causa della non più giovane età dell'attore che, all'epoca, aveva circa vent'anni più del suo personaggio, si era pensato di affidare il ruolo del re a Werner Krauss ma poi la produzione tornò sui suoi passi per non deludere gli spettatori, ormai abituati a vedere Federico interpretato da Gebühr.
- Kristina Söderbaum (1912-2001), nel ruolo della figlia del mugnaio che sposa il giovane ed eroico sergente Treskow, era per Harlan una scelta obbligata. Terza moglie del regista, che aveva sposato nel 1939, era la sua attrice preferita. Il suo aspetto di solida giovane donna ariana rispondeva perfettamente ai dettami dell'ideologia nazionalsocialista e Söderbaum fu protagonista di tutti i film di propaganda firmati dal marito.
- Hilde Körber (1906-1969), ex-moglie del regista, interpretò il ruolo di Elisabetta di Russia, strenua nemica di Federico II. La Prussia, stremata dalla guerra dei sette anni, stava per cadere quando, provvidenzialmente per i prussiani, l'imperatrice russa morì, lasciando il trono al nipote, Pietro che, al contrario di lei, era un grande ammiratore del re tedesco, tanto da giungere a ritirare le sue truppe quando queste erano già alle porte di Berlino.
- Klaus Detlef Sierck (1925-1944), che all'epoca non aveva neanche 17 anni, ricoprì il ruolo del giovane principe Enrico, il nipote preferito di Federico II, morto a neanche vent'anni nel 1767 durante un'esercitazione militare. Per l'attore, nato il 30 marzo 1925 a Berlino, fu l'ultimo film. Morì il 6 marzo 1944 sul fronte ucraino, arruolato nella Wehrmacht come soldato. Klaus era figlio di Douglas Sirk e della sua prima moglie, l'attrice Lydia Brinken.

## Distribuzione
Distribuito dall'Universum Film (UFA), il film uscì nelle sale cinematografiche tedesche il 3 marzo 1942 con il titolo originale Der große König.
Goebbels lo dichiarò Film der Nation (Film della nazione): La pellicola è un ottimo esempio di educazione politica, perché fa vedere la solitudine in cui oggi vive e lavora il Führer.

## Riconoscimenti
- Festival di Venezia 1942
  - Coppa Mussolini per il miglior film straniero